# Ezhava
Ezhava är en kast  i den indiska region som har kallats Malabarkusten, numera Kerala och Tulu Nadu. De går också under namnen Thiyya och Chokon. Traditionellt har de varit lantarbetare och bland annat arbetat med produktion av palmvin (toddy).
Ezhawa har traditionellt låg social ställning och har räknats som oberörbara. I det indiska systemet för positiv särbehandling av scheduled castes är de sedan 1993 klassificerade som Other backward class.
Ezhawa utgjorde 2016 cirka 23 procent av alla Keralas hinduer, vilket gjorde dem till den största hinduiska gruppen i delstaten, där totalt cirka 55 procent är hinduer.